# Sabaneta (del av en befolkad plats)
Sabaneta är en del av en befolkad plats i Colombia. Den ligger i departementet Antioquía, i den centrala delen av landet, 240 km nordväst om huvudstaden Bogotá. Sabaneta ligger 1 592 meter över havet och antalet invånare är 34 172.
Terrängen runt Sabaneta är kuperad åt nordväst, men åt sydost är den bergig. Sabaneta ligger nere i en dal. Runt Sabaneta är det mycket tätbefolkat, med 1 886 invånare per kvadratkilometer. Närmaste större samhälle är Medellín, 12,6 km nordost om Sabaneta. Runt Sabaneta är det i huvudsak tätbebyggt.